# Nils Rubendal
Nils Ruben Rubendal, född 30 oktober 1904 i Fogdö, Södermanland, död 1996, var en svensk målare och tecknare.
Han var son till lantbrukaren Frans Johan J:son Dahl och Kristina Hulda Lönnborg och gift med Greta Maria Weiberth. Rubendal arbetade först som statistiker och uppbördsman innan han omkring 1930 övergick till konstnärlig verksamhet. Han studerade då vid Tekniska skolan i Stockholm och privat för Hjalmar Grahn därefter fortsatte han sina konststudier för Othon Friesz vid Maison Watteau i Paris. Tillsammans med Tycho Ödberg ställde han ut på Josefsons konsthall i Stockholm 1933. Han medverkade i en utställning på PUB i Stockholm 1934 samt i samlingsutställningar med Skaraborgskonstnärer i Falköping och Skaraborgssalongen i Skövde samt Riksförbundet för bildande konst. Hans konst består av landskapsmålningar. Vid sidan av sitt eget skapande var han även anlitad som kursledare vid olika konstkurser. Rubendal finns representerad vid Medborgarhuset i Hjo med oljemålningen Från Guldkroksbygden och i ett antal kommuner.  